# 원주 DB 프로미
원주 DB 프로미(Wonju DB Promy)는 강원특별자치도 원주시를 연고지로 하는 대한민국의 프로 농구 팀이다. 상법상 주식회사이며 DB그룹의 계열사이다. 2005년 10월 DB그룹이 TG삼보컴퓨터로부터 원주 TG삼보 엑서스 농구단을 인수하고 동부화재해상보험(지금의 DB손해보험)을 모기업으로 하여 창단하였다.
원주 DB 프로미는 2007-08 시즌 당시 통산 최소경기인 48경기만에 정규리그 우승을 차지하였으며, 통합우승과 함께 V3를 달성하는 쾌거를 이루었다. 특히 김주성은 당시 정규리그 MVP를 비롯하여 챔피언 결정전 MVP와 올스타전 MVP를 수상하여 KBL 사상 최초의 한 시즌 트리플 크라운이라는 한국프로농구의 역사에 남을 위업을 달성하였다.
원주 DB 프로미는 통산 3회의 플레이오프 우승을 달성하여 5회 우승한 전주 KCC 이지스와 울산 모비스 피버스에 이어 플레이오프 우승 횟수가 많으며, 또한 통산 4회의 정규리그 우승을 하여 5회 우승한 울산 모비스 피버스 다음으로 정규리그 우승 횟수가 많은 구단이다.
많은 우승 횟수와 꾸준한 봄농구 진출 덕에 인기 측면에서도 서울 SK 나이츠, 창원 LG 세이커스, 부산 KCC 이지스와 함께 KBL 4개 인기 구단 중 하나이다.
현재 전 구단 중 통산 최고 승수와 최고 승률을 기록하고 있으며, 플레이오프 진출 횟수 또한 12회로 전 구단 중 최다 진출 기록을 보유하고 있다. 2011-2012 시즌에는 최다 연승, 최다 승리 기록, 최고 승률(16연승, 44승 10패, 81.5%)등 주요 기록들을 갈아 치우며 명실공히 명문구단으로서의 행보를 계속하고 있다.
1996년 창단 이래 2012-13 시즌까지 강원특별자치도 원주시 명륜동에 위치한 원주치악체육관을 홈구장으로 사용하다가, 2013년 8월 10일 준공된 원주종합체육관으로 홈구장을 이전했다.

## 역사
1996년 6월 나래이동통신을 모기업으로 하여 실업 팀이었던 한국은행과 산업은행 농구단 선수들을 주축으로 나래이동통신 농구단이 창단되었으며, 동년 10월 전국체전에 참가하였다. 1996년 12월에는 팀명을 원주 나래 블루버드로 변경함과 동시에 강원특별자치도 원주시, 춘천시와 연고지 협약을 맺고 프로팀으로 전환하였으며, KBL 원년인 1997 시즌부터 리그에 참가하였다. 프로 초기, 타 구단에 비해 특출한 스타 플레이어가 없는 상황에서도 최명룡 감독의 지도 하에 원년 시즌 정규리그 3위와 플레이오프 준우승, 1997-98 시즌 정규리그 4위 등의 업적을 일구어 내며 화제를 일으켰다.
1997-98 시즌 종료 후 당시 팀의 주축 선수였던 정인교와 제이슨 윌리포드를 부산 기아 엔터프라이즈의 허재, 데릭 존슨과 맞바꾸는 2:2 트레이드, 강병수와 주희정을 수원 삼성 썬더스의 양경민, 김승기와 맞바꾸는 2대2 트레이드를 각각 성사시키며 팀 체질 개선을 시도하였고, 특히 전국구 스타 플레이어였던 허재의 영입은 원주 나래가 인기 구단의 반열에 오르는 계기가 되었다.
당시 나래이동통신의 대주주였던 삼보컴퓨터로 모기업이 바뀌자 1999년 10월에는 팀명을 원주 삼보 엑써스로 변경하였고 꾸준히 중상위권의 팀 성적을 유지하였으나, 2000-01 시즌부터 팀 성적이 내리막길을 걷기 시작해 2001-02 시즌에는 정규리그 9위까지 추락했다. 그러나 시즌 도중부터 감독 대행으로 지휘봉을 잡기 시작한 전창진 코치의 감독 승격과 제이 험프리스 코치의 영입, 그리고 2002년 2월에 열린 2002년 신인 드래프트에서 1순위 픽을 차지해 당시 최대어로 평가받았던 중앙대학교의 김주성을 지명하면서 팀 전력이 급상승하였으며, 원주 TG 엑써스로 팀명을 변경한 뒤 첫 시즌이었던 2002-03 시즌에 정규리그 3위를 기록하고도, KBL 챔피언 결정전 MVP를 수상한 데이비드 잭슨과 김주성, 허재 등의 활약으로 인해 1위였던 대구 동양 오리온스를 꺾고 우승을 차지하였다. 그 다음 시즌인 2003-04 시즌에는 챔피언 결정전에서 전주 KCC 이지스에게 패해 준우승을 기록하였으나, 전년도와 같은 대진이 이루어진 2004-05시즌 챔피언 결정전에서는 4승 2패로 2번째 우승을 차지하였다.
2004-05 시즌 종료 후, 모기업이었던 TG삼보컴퓨터 및 셀런의 법정 관리로 인해 자금난을 겪게 되어 2005년 10월 동부화재에 팀이 인수되면서 팀명을 원주 동부 프로미로 변경하였으며 동부화재에 앞서 롯데 현진종합건설 CJ 신세계 대한항공 태평양 등이 인수 물망에 거론됐고 동부는 한때 인천 SK 빅스 인수 물망에 오르기도 했다. 2007-08시즌에는 정규리그 우승, 챔피언 결정전에서 서울 삼성 썬더스를 4승 1패로 꺾으며 세 번째 플레이오프 우승까지 차지해 통합 우승을 달성하였다.
전창진 감독이 계약 기간이 끝나고 부산 KT 소닉붐의 감독으로 옮기게 되자 2009년 4월에는 강동희 코치가 팀의 제 5대 감독으로 승격되었다. 그러나 2013년 3월 강동희 감독은 승부조작 혐의가 드러나 검찰에 구속되었고, 구속된 다음 날 감독직에서 사임하였다. 이후 팀에서는 김영만 코치에게 감독 대행직을 넘겨 남은 시즌을 치렀다.
2013-2014 프로농구 신인 드래프트에서 예상했던 경희대학교의 김민구가 전주 KCC 이지스로 2순위에 지명되면서 3순위로 경희대학교의 두경민을 지명했다.
2014-2015 프로농구 신인 드래프트에서 이팀의 영구 결번자 허재(등번호:9번)의 장남인 연세대학교의 허웅을 5순위로 지명하였다.
2014-2015 프로농구 플레이오프에서 3년만에 플레이오프 진출을 했지만 챔피언 결정전 울산 모비스 피버스와의 대결에서 1승도 거두지 못하고 4전전패로 아쉽게 준우승에 만족해야 했다.
2016-2017 시즌 종료 후, 김영만 감독이 감독직에서 물러나고, 후임으로는 이상범이 선임되었다.
2017-2018 시즌 시작전인 2017년 9월 29일 팀명이 기존 원주 동부 프로미에서 '원주 DB 프로미'로 변경되었다.
2019-2020 시즌 시작 전, 창원 LG 세이커스와 FA 협상이 결렬되었던, 국가대표 주전 센터 김종규를 영입하였다. 이후, 미국에서 지도자 연수 중인 김주성이 곧 귀국함에 따라, 코치로 맡을 예정이어서 김종규를 포함한 센터 포지션인 선수들을 전담할 예정이다.

## 연혁
- 1996년
  - 6월 : 나래이동통신 농구단으로 창단
  - 10월 7일 : 제77회 전국체전 참가
  - 10월 28일 : KBL 회원 가입
  - 11월 : 강원도 원주시, 춘천시와 연고지 협약
  - 12월 : 원주 나래 블루버드로 팀명 확정. 초대 감독 최명룡 취임. 1996-97 농구대잔치 참가
- 1997년
  - 1월 : 농구단 법인 설립
  - 1997년 2월 1일 : FILA배 1997 프로농구 참가
  - 1997년 5월 1일 : 챔피언 결정전에서 부산 기아 엔터프라이즈에게 1승 4패로 패배, 1997 FILA배 프로농구 플레이오프 준우승
- 1999년
  - 5월 1일 : 제2대 최종규 감독 취임
  - 8월 20일 : 원주 나래 해커스로 팀명 변경
  - 10월 28일 : 원주 삼보 엑써스로 팀명 변경(모기업 변경 : 나래 이동통신→삼보 컴퓨터)
- 2001년
  - 1월 4일 : 최종규 감독 사퇴, 김동욱 코치 감독대행으로 승격
  - 4월 1일 : 제3대 김동욱 감독 취임
  - 12월 27일 : 김동욱 감독 사퇴, 전창진 코치 감독대행으로 승격
- 2002년
  - 5월 1일 : 제4대 전창진 감독 취임
  - 8월 : 원주 TG 엑써스로 팀명 변경
- 2003년
  - 4월 13일 : 챔피언 결정전에서 대구 동양 오리온스에게 4승 2패로 승리, 2002-2003 Anycall 프로농구 플레이오프 우승
  - 9월 : 법인명을 (주)나래해커스에서 (주)티지엑써스로 변경
  - 11월 23일 : 원주 TG삼보 엑써스로 팀명 변경
- 2004년
  - 3월 6일 : 2003-04 애니콜 프로농구 정규리그 우승
  - 4월 10일 : 챔피언 결정전에서 전주 KCC 이지스에게 3승 4패로 패배, 2003-04 애니콜 프로농구 플레이오프 준우승
- 2005년
  - 3월 1일 : 2004-05 애니콜 프로농구 정규리그 우승
  - 4월 17일 : 챔피언 결정전에서 전주 KCC 이지스에게 4승 2패로 승리, 2004-05 애니콜 프로농구 플레이오프 우승
  - 10월 10일 : 원주 동부 프로미로 재창단, 시범경기 출전. 제1대 최형길 단장 취임
  - 10월 19일 : 동부화재, TG삼보컴퓨터와 농구단 인수 계약 체결
  - 10월 21일 : 원주 동부 프로미 프로농구단 창단식 및 2005-06 KCC 프로농구 개막전 거행
- 2006년 2월 : 동부 프로미 농구단 제 2대 성인완 단장 취임
- 2008년
  - 3월 7일 : 2007-08 SK텔레콤 T 프로농구 정규리그 우승
  - 4월 25일 : 챔피언 결정전에서 서울 삼성 썬더스에게 4승 1패로 승리, 2007-08 SK텔레콤 T 프로농구 플레이오프 우승
- 2009년 4월 24일 : 제5대 강동희 감독 취임
- 2011년 4월 26일 : 챔피언 결정전에서 전주 KCC 이지스에게 2승 4패로 패배, 2010-11 현대모비스 프로농구 플레이오프 준우승
- 2012년
  - 2월 14일 : 2011-12 KB국민카드 프로농구 정규리그 우승
  - 4월 6일 : 챔피언 결정전에서 안양 KGC인삼공사에게 2승 4패로 패배, 2011-12 KB국민카드 프로농구 플레이오프 준우승
- 2013년
  - 3월 12일 : 제5대 강동희 감독 사퇴, 김영만 코치 감독대행으로 승격
  - 4월 29일 : 제6대 이충희 감독 취임
  - 8월 10일 : 새로운 홈구장인 원주종합체육관 현판식 및 개장식
- 2014년
  - 2월 1일 : 제6대 이충희 감독 사퇴, 김영만 코치 감독대행으로 승격
  - 4월 8일 : 제7대 김영만 감독 취임
- 2015년 4월 4일 : 챔피언 결정전에서 울산 모비스 피버스에게 4전전패로 패배, 2014-15 KCC 프로농구 플레이오프 준우승
- 2017년
  - 4월 21일 : 제8대 이상범 감독 취임
  - 9월 29일 : 원주 DB 프로미로 팀명 변경
- 2018년
  - 3월 11일 : 2017-18 정관장 프로농구 정규리그 우승
  - 4월 18일 : 챔피언 결정전에서 서울 SK 나이츠에게 2승4패로 패배, 2017-18 정관장 프로농구 플레이오프 준우승
- 2019년 5월 20일 : FA 최대어 김종규 영입. 5년, 12억 7천 9백만원에 계약.
- 2024년
  - 3월 14일 : 2023-24 정관장 프로농구 정규리그 우승

## 우승 기록

### 국내 대회

#### 리그
- KBL 챔피언 결정전
  -  우승 (3): 2002–03, 2004-05, 2007–08
  -  준우승 (6): 1997, 2003–04, 2010–11, 2011–12, 2014–15, 2017–18
- KBL 정규리그
  -  우승 (6): 2003–04, 2004-05, 2007–08, 2011–12, 2017–18 , 2023 -24
  -  준우승 (2): 2008–09, 2014–15

#### 컵
- KBL 컵대회
  -  준우승 (1): 2021

## 역대 감독
| 순번 | 재임 기간           | 이름   |
| ---- | ------------------- | ------ |
| 1대  | 1997.2.1-1999.4.30  | 최명룡 |
| 2대  | 1999.5.1-2001.1.3   | 최종규 |
| 3대  | 2001.1.4-2001.12.26 | 김동욱 |
| 4대  | 2002.5.1-2009.4.22  | 전창진 |
| 5대  | 2009.4.23-2013.3.11 | 강동희 |
| 6대  | 2013.4.30-2014.2.1  | 이충희 |
| 7대  | 2014.2.2-2017.4.14  | 김영만 |
| 8대  | 2017.4.21-2023.1.5  | 이상범 |
| 9대  | 2023.4.12 -         | 김주성 |

## 역대 정규리그 성적
| 연도      | 순위  | 경기 | 승리 | 패전 | 승률  | 최다연승 | 최다연패 |
| --------- | ----- | ---- | ---- | ---- | ----- | -------- | -------- |
| 1997      | 3     | 21   | 13   | 8    | 0.619 | 승       | 패       |
| 1997-1998 | 4     | 45   | 26   | 19   | 0.578 | 5승      | 3패      |
| 1998-1999 | 4     | 45   | 27   | 18   | 0.600 | 8승      | 3패      |
| 1999-2000 | 4     | 45   | 22   | 23   | 0.489 | 3승      | 3패      |
| 2000-2001 | 7     | 45   | 19   | 26   | 0.422 | 5승      | 8패      |
| 2001-2002 | 9     | 54   | 18   | 36   | 0.333 | 3승      | 9패      |
| 2002-2003 | 3     | 54   | 32   | 22   | 0.593 | 5승      | 4패      |
| 2003-2004 | 1     | 54   | 40   | 14   | 0.741 | 9승      | 2패      |
| 2004-2005 | 1     | 54   | 36   | 18   | 0.667 | 7승      | 3패      |
| 2005-2006 | 3     | 54   | 31   | 23   | 0.574 | 5승      | 5패      |
| 2006-2007 | 8     | 54   | 23   | 31   | 0.426 | 3승      | 6패      |
| 2007-2008 | 1     | 54   | 38   | 16   | 0.704 | 7승      | 3패      |
| 2008-2009 | 2     | 54   | 33   | 21   | 0.611 | 7승      | 4패      |
| 2009-2010 | 5     | 54   | 33   | 21   | 0.611 | 6승      | 3패      |
| 2010-2011 | 4     | 54   | 31   | 23   | 0.574 | 6승      | 5패      |
| 2011-2012 | 1     | 54   | 44   | 10   | 0.815 | 16승     | 1패      |
| 2012-2013 | 7     | 54   | 20   | 34   | 0.370 | 4승      | 8패      |
| 2013-2014 | 10    | 54   | 13   | 41   | 0.241 | 3승      | 14패     |
| 2014-2015 | 2     | 54   | 37   | 17   | 0.685 | 8승      | 3패      |
| 2015-2016 | 6     | 54   | 26   | 28   | 0.481 | 6승      | 5패      |
| 2016-2017 | 5     | 54   | 26   | 28   | 0.481 | 5승      | 5패      |
| 2017-2018 | 1     | 54   | 37   | 17   | 0.769 | 13승     | 4패      |
| 2018-2019 | 8     | 54   | 24   | 30   | 0.444 | 5승      | 5패      |
| 2019-2020 | 공동1 | 43   | 28   | 15   | 0.651 | 9승      | 4패      |
| 2020-2021 | 9     | 54   | 24   | 30   | 0.444 | 4승      | 11패     |
| 2021-2022 | 8     | 54   | 23   | 31   | 0.426 | 승       | 패       |
| 2022-2023 | 8     | 54   | 22   | 32   | 0.407 | 승       | 패       |
| 통산      | -     | 1378 | 746  | 632  | 0.541 | 16승     | 14패     |

## 역대 플레이오프 성적
| 연도      | 최종 결과 | 라운드         | 상대                     | 결과  | 결과 | 결과 | 결과 |
| 연도      | 최종 결과 | 라운드         | 상대                     | 승/패 | 승리 | 패전 |      |
| --------- | --------- | -------------- | ------------------------ | ----- | ---- | ---- | ---- |
| 1997      | 준우승    | 4강 플레이오프 | 안양 SBS 스타즈          | 승    | 4    | 1    |      |
| 1997      | 준우승    | 챔피언 결정전  | 부산 기아 엔터프라이즈   | 패    | 1    | 4    |      |
| 1997-1998 | 6강 진출  | 6강 플레이오프 | 대구 동양 오리온스       | 패    | 2    | 3    |      |
| 1998-1999 | 4강 진출  | 6강 플레이오프 | 창원 LG 세이커스         | 승    | 3    | 0    |      |
| 1998-1999 | 4강 진출  | 4강 플레이오프 | 대전 현대 다이냇         | 패    | 0    | 3    |      |
| 1999-2000 | 6강 진출  | 6강 플레이오프 | 안양 SBS 스타즈          | 패    | 1    | 3    |      |
| 2002-2003 | 우승      | 6강 플레이오프 | 울산 모비스 오토몬스     | 승    | 2    | 0    |      |
| 2002-2003 | 우승      | 4강 플레이오프 | 창원 LG 세이커스         | 승    | 3    | 2    |      |
| 2002-2003 | 우승      | 챔피언 결정전  | 대구 동양 오리온스       | 승    | 4    | 2    |      |
| 2003-2004 | 준우승    | 4강 플레이오프 | 인천 전자랜드 블랙슬래머 | 승    | 3    | 0    |      |
| 2003-2004 | 준우승    | 챔피언 결정전  | 전주 KCC 이지스          | 패    | 3    | 4    |      |
| 2004-2005 | 우승      | 4강 플레이오프 | 서울 삼성 썬더스         | 승    | 3    | 0    |      |
| 2004-2005 | 우승      | 챔피언 결정전  | 전주 KCC 이지스          | 승    | 4    | 2    |      |
| 2005-2006 | 6강 진출  | 6강 플레이오프 | 대구 오리온스            | 패    | 1    | 2    |      |
| 2007-2008 | 우승      | 4강 플레이오프 | 안양 KT&G 카이츠         | 승    | 3    | 1    |      |
| 2007-2008 | 우승      | 챔피언 결정전  | 서울 삼성 썬더스         | 승    | 4    | 1    |      |
| 2008-2009 | 4강 진출  | 4강 플레이오프 | 전주 KCC 이지스          | 패    | 2    | 3    |      |
| 2009-2010 | 4강 진출  | 6강 플레이오프 | 창원 LG 세이커스         | 승    | 3    | 0    |      |
| 2009-2010 | 4강 진출  | 4강 플레이오프 | 울산 모비스 피버스       | 패    | 1    | 3    |      |
| 2010-2011 | 준우승    | 6강 플레이오프 | 창원 LG 세이커스         | 승    | 3    | 0    |      |
| 2010-2011 | 준우승    | 4강 플레이오프 | 부산 KT 소닉붐           | 승    | 3    | 1    |      |
| 2010-2011 | 준우승    | 챔피언 결정전  | 전주 KCC 이지스          | 패    | 2    | 4    |      |
| 2011-2012 | 준우승    | 4강 플레이오프 | 울산 모비스 피버스       | 승    | 3    | 1    |      |
| 2011-2012 | 준우승    | 챔피언 결정전  | 안양 KGC인삼공사         | 패    | 2    | 4    |      |
| 2014-2015 | 준우승    | 4강 플레이오프 | 인천 전자랜드 엘리펀츠   | 승    | 3    | 2    |      |
| 2014-2015 | 준우승    | 챔피언 결정전  | 울산 모비스 피버스       | 패    | 0    | 4    |      |
| 2015-2016 | 6강 진출  | 6강 플레이오프 | 고양 오리온 오리온스     | 패    | 0    | 3    |      |
| 2016-2017 | 6강 진출  | 6강 플레이오프 | 울산 모비스 피버스       | 패    | 0    | 3    |      |
| 2017-2018 | 준우승    | 4강 플레이오프 | 안양 KGC인삼공사         | 승    | 3    | 0    |      |
| 2017-2018 | 준우승    | 챔피언 결정전  | 서울 SK 나이츠           | 패    | 2    | 4    |      |

## 코칭스태프 & 선수단

### 군입대
| 번호 | 포지션 | 이름   | 데뷔연도 | 이적연도2022 | 입대연도2022                  |
| ---- | ------ | ------ | -------- | ------------ | ----------------------------- |
|      | 가드   | 원종훈 | 2018     |              | 2020(현역)                    |
|      | 포워드 | 유현준 | 2022     |              | 2023(상무)제대 원주 DB 프로미 |

### 군제대
| 번호 | 포지션 | 이름   | 데뷔연도 | 제대연도    | 복귀연도             | 비고                                                          |
| ---- | ------ | ------ | -------- | ----------- | -------------------- | ------------------------------------------------------------- |
|      | 가드   | 유현준 | 2022     | 2023 (상무) | 2022 05 202311월15일 | 현재 상무농구단에서 2023 2024년 시즌 2라운드 중반에 DB로 복귀 |

## 응원단
- 아나운서 : 유창근
- 응원단장 : 양찬규
- 치어리더 : 김수빈 배서연 이서윤

## 영구결번
| 번호 | 선수명 | 포지션 | 재적년도  | 은퇴식년도       | 비고                                                                                   |
| ---- | ------ | ------ | --------- | ---------------- | -------------------------------------------------------------------------------------- |
| 9    | 허재   | 가드   | 1998-2004 | 2004년 4월 10일  | 빈칸                                                                                   |
| 32   | 김주성 | 포워드 | 2002-2018 | 2018년 12월 25일 | 미국에서 지도자 연수 종료 후 2019-20시즌을 기해 농구 코치로 복귀 현 김주성감독 나가라. |